# La Noalha
|  | Per a altres significats, vegeu «La Noalha (Cruesa)». |

La Noalha (occità) o Lanouaille (francès) és un municipi francès, al departament de la Dordonya (regió de la Nova Aquitània).
| 1962                                       | 1968  | 1975  | 1982  | 1990 | 1999 | 2007 |
| ------------------------------------------ | ----- | ----- | ----- | ---- | ---- | ---- |
| 1.085                                      | 1.025 | 1.026 | 1.006 | 976  | 967  | 988  |
| Des de 1962: població sense dobles comptes |       |       |       |      |      |      |

| Període | Identitat              | Partit             |
| ------- | ---------------------- | ------------------ |
| 1995-   | Jean-Pierre Cubertafon | UDF, després MoDem |